# Pseudogriphoneura elegantula
Pseudogriphoneura elegantula är en tvåvingeart som beskrevs av Frey 1919. Pseudogriphoneura elegantula ingår i släktet Pseudogriphoneura och familjen lövflugor. Inga underarter finns listade i Catalogue of Life.